# Краснокрылая бронзовая кукушка
Краснокрылая бронзовая кукушка (лат. Chalcites meyerii) — вид птиц в семействе кукушковых (Cuculidae). Подвидов не выделяют. Ранее его относили к роду Chrysococcyx. Распространён на Новой Гвинее и близлежащих островах. Видовое название дано в честь немецкого естествоиспытателя, антрополога, орнитолога и энтомолога Адольфа Бернхарда Мейера (нем. Adolf Bernhard Meyer, 1840—1911).

## Описание
Краснокрылая бронзовая кукушка достигает длины около 15 см; самцы весят 15—19,5 г, а самки от 19 до 27,4 г. Взрослые особи сверху блестяще-зелёного цвета, темя зелёное (у самок рыжевато-каштановая передняя часть макушки), кроющие уха белые, образующие полумесяц. Низ тела белый с заметными блестящими зелёными полосками, низ хвоста чёрного цвета с белыми полосами на внутренних опахалах внешних рулевых перьев; большое рыжее пятно на маховых перьях. Окологлазное кольцо оранжевое или красное у самцов, серое у самок; радужная оболочка от бледно-коричневой до серо-коричневой, темнее по внутреннему краю; клюв чёрный, ноги от синевато-серых до тёмно-коричневых. Молодые особи сверху оливково-серо-коричневые, голова зеленовато-серая, хвост рыжевато-серый с тёмно-серым кончиком, низ серый, радужная оболочка коричневая, ноги светло-коричневые, у клюва более светлое основание подклювья.
Вокализация представлена 5—8 высокими, жалобными нотами, «peer peer peer», со слегка понижающейся высотой звука, последней ноте предшествует пауза; а также сложной песней из четырёх пар невнятных нот, пары восходящих и нисходящих. 

## Распространение и места обитания
Краснокрылая бронзовая кукушка распространена на большей части территории Новой Гвинеи, кроме некоторых её внутренних районов и самой южной, а также на некоторых небольших островах, расположенных у её западной и восточной оконечностей, включая Гуденаф  (острова Д’Антркасто) и Батанта. Естественными местами обитания являются первичные и вторичные леса, включая опушки леса, а также тенистые сады. Встречается в основном в предгорьях на высоте 500—2000 м над уровнем моря.

## Биология
Краснокрылая бронзовая кукушка кормится в среднем ярусе деревьев на высоте 5—13 м над землёй. Часто присоединяется к смешанным стаям кормящихся птиц. В состав рациона входят насекомые и гусеницы, в том числе волосатые гусеницы.
Биология размножения практически не исследована. Предположительно является гнездовым паразитом. Самки в состоянии размножения наблюдались в январе, марте и октябре.